# باول إرنست (متسابق بياثل)
باول إرنست (بالألمانية: Paul Ernst)‏ هو متسابق بياثل نمساوي، ولد في 11 سبتمبر 1935 في ريوت في النمسا.

## وصلات خارجية
- باول إرنست على موقع أوليمبيديا (الإنجليزية)